# Річард Баес
Річард Мартін Баес Фернандес (ісп. Richart Martín Báez Fernández, нар. 31 липня 1973, Асунсьйон) — парагвайський футболіст, що грав на позиції нападника.
Виступав, зокрема, за клуб «Америка», а також національну збірну Парагваю.
Володар Кубка Лібертадорес. 

## Клубна кар'єра
У дорослому футболі Баес розпочав свою кар'єру в 1995 року в клубі «Олімпія» (Асунсьйон), за який не провів жодного сезону.
Згодом з 1996 по 1998 рік грав у складі команд клубів «Авіспа Фукуока», «Універсідад де Чилі» та «Аудакс Італьяно».
Своєю грою за останню команду привернув увагу представників тренерського штабу клубу «Америка», до складу якого приєднався 1998 року. Відіграв за команду з Мехіко наступний сезон своєї ігрової кар'єри. Більшість часу, проведеного у складі «Америки», був основним гравцем атакувальної ланки команди.
Протягом 1999—2005 років захищав кольори клубів «Олімпія» (Асунсьйон), «Атлетіко Селая», «Олімпія» (Асунсьйон), «12 жовтня» та «Мунісіпаль».
Завершив професійну ігрову кар'єру у клубі «Спортіво Лукеньйо», за команду якого виступав протягом 2005—2005 років.

## Виступи за збірну
1995 року дебютував в офіційних матчах у складі національної збірної Парагваю. Протягом кар'єри у національній команді, яка тривала 8 років, провів у формі головної команди країни 26 матчів, забивши 3 голи.
У складі збірної був учасником розіграшу Кубка Америки 1995 року в Уругваї, чемпіонату світу 2002 року в Японії і Південній Кореї.

## Титули і досягнення
«Олімпія» (Асунсьйон):
- Володар Кубка Лібертадорес — 2002
- Переможець Рекопи Південної Америки — 2003